# Pierre de la Rue
Pierre de la Rue (1452-1518) là nhà soạn nhạc thuộc thời kỳ Phục hưng.

## Cuộc đời và sự nghiệp[1]
Pierre de la Rue là con trai của Jean de la Rue. Ông có thể được học âm nhạc tại Nhà thờ Đức Bà. Không có nhiều thông tin về tuổi thơ của Pierre de la Rue, tuy nhiên một người có tên là Peter Vander Straten được đề cập trong các tài liệu lưu trữ tại một nhà thờ của Brussels, có thể chính là Pierre da la Rue. Có một điểm đáng lưu ý là năm 1489 Peter Vander Straten tham gia Grand Chapelle của Hoàng đế Maximilian I của Đế quốc La Mã thần thánh, và nếu đó chính là Pierre da la Rue thì có thể ông là một ca sĩ giọng nam trung tại Đức. Pierre trở thành một trong những nhà soạn nhạc nổi tiếng nhất và ảnh hưởng nhất trong thập niên 1500 của nhóm Trường nhạc Franco-Flemish. Năm 1506, trong chuyến đi tới Tây Ban Nha, ông bị đắm tàu ở eo biển Anh, nhưng may mắn thoát chết. Sau đó, ông dành 3 tháng phục vụ cho triều đình vua Henry VII của Anh. Tiếp theo, ông dành 2 năm nữa ở Tây Ban Nha phục vụ cho Joanna của Castile. Trong các năm 1504-1508, ông ở Mechelen và Brussels, phục vụ cho các triều đình ở đó. Có thể ông nghỉ hưu vào năm 1516. Ông chết trong giàu có.

## Danh mục tác phẩm

### Masses
1. Missa Alleluia (5vv);
2. Missa Almana (4vv);
3. Missa Assumpta est Maria (4vv);
4. Missa Ave Maria (4vv);
5. Missa Ave sanctissima Maria (6vv);
6. Missa Conceptio tua (5vv);
7. Missa Cum iucunditate (or iocunditate) (4 and 5vv);
8. Missa de Beata Virgine (4vv);
9. Missa de Feria (5vv);
10. Missa de Sancta Anna (4vv);
11. Missa de santa cruce (5vv);
12. Missa de Sancto Antonio (4vv);
13. Missa de Sancto Job (4vv);
14. Missa de Septem Doloribus (5vv);
15. Missa de Virginibus (4vv);
16. Missa Incessament (5vv), also known as Missa Sic deus & Non salvatur rex, La Rue's longest mass cycle;[2]
17. Missa Inviolata (4vv);
18. Missa Iste est Speciosa (5vv);
19. Missa Jesum Liate (4vv);
20. Missa L'homme armé I (4vv);
21. Missa Nunqua fué pena major;
22. Missa O gloriosa Margaretha (4vv);
23. Missa O Salutaris Hostia (4vv);
24. Missa Pascale (5vv);
25. Missa Pro fidelibus defunctis (4-5vv);
26. Missa Puer natus est (4vv);
27. Missa Sancta Dei Genetrix (4vv);
28. Missa Sine Nomine I (4vv);
29. Missa Sub tuum praesidium (4vv);
30. Missa Tandernaken (4vv);
31. Missa Tous les regretz (4vv).

### Motet
1. Ave Regina coelorum;
2. Ave sanctissima Maria;
3. Considera Israel;
4. Da pacem, Domine;
5. Delicta juventutis;
6. Gaude virgo mater;
7. Lauda anima mea Dominum;
8. Laudate Dominum omnes gentes;
9. O Domine Jesu Christi;
10. O salutaris hostia;
11. Pater de caelis Deus;
12. Quis dabit pacem;
13. Regina coeli;
14. Salve mater salvatoris;
15. Salve regina I;
16. Salve regina II;
17. Salve regina III;
18. Salve regina IV;
19. Salve regina V;
20. Salve regina VI;
21. Santa Maria virgo;
22. Si dormiero;
23. Te decet laus;
24. Vexilla Regis-Passio Domini.

### Magnificats
1. 8 Magnificats for six voices

### Chansons
1. A vous non autre;
2. Au fen d'amour;
3. Autant en emporte;
4. Carmen in re;
5. Ce n'est pas jeu;
6. Cent mille regretz;
7. De l'oeil de le fille;
8. Dedans bouton;
9. Dicte moy bergere;
10. D'ung altre aymer;
11. D'ung desplaisier;
12. En espoir vis;
13. En l'amour d'un dame;
14. Forseulement;
15. Forseulement;
16. Iam sauche;
17. Il fault morir;
18. Il viendra le jour;
19. Incessament mon povre cueur;
20. Las que plains tu;
21. Ma bouche rit;
22. Myn hert altyt heeft verlanghen;
23. Plorés, genicés, criés -Requiem;
24. Pour ceque je sius;
25. Pourquoy non;
26. Pourquoy tant me fault; Pour ung jamais;
27. Si le changer;
28. Tant que nostre argent;
29. Tous les regretz;
30. Tous nobles cueurs;
31. Trop plus secret.